# جسر دلاك
جسر دلاك (بالفارسية: پل دلاک) هو جسر تاريخي يعود إلى عصر السلالة الصفوية، ويقع في مقاطعة قم.